# Werner Mevissen
Karl Paul Werner Mevissen (* 16. April 1911 in Aachen; † 4. Januar 1978 in Bremen) war ein deutscher Bibliotheksdirektor und national wie international wirkender Verbandsaktivist.

## Leben
Mevissen war der Sohn des Holzhändlers Leo Mevissen und wuchs in Köln auf. Auf Wunsch des Vaters absolvierte er zunächst eine Ausbildung als Holzkaufmann, verließ aber mit 20 Jahren den elterlichen Betrieb und folgte seiner Neigung zur Buchbranche. 1934 holte er das Abitur nach, machte dann ein Volontariat in Berlin und besuchte danach die Buchhändlerschule in Leipzig, um Verlagskaufmann zu werden. Am 3. Juli 1943 heiratete er in Göttingen die spätere Bremer Bürgermeisterin Annemarie Gesine Schmidt (SPD), die in Leipzig als Buchhändlerin arbeitete. Der Ehe entstammen zwei Kinder. Mevissen starb 1978 in Bremen und wurde auf dem Riensberger Friedhof beigesetzt.

## Wirken als Bibliotheksdirektor in Bremen
1945 übernahm er nach Kriegsende die Leitung der Volksbüchereien der Freien Hansestadt Bremen. 1947 erfolgte die Trennung der Volksbücherei von der Staatsbibliothek Bremen und die Weiterführung als selbstständige kommunale öffentliche Bibliothek, die auf sein Betreiben seit 1969 als Stadtbibliothek Bremen firmiert. Mevissen setzte in Bremen seine Vorstellungen der Öffentlichen Bibliothek für alle gesellschaftlichen Gruppen um und entwickelte die Volksbüchereien durch ein Konzept der Dezentralisierung. Sein Motto: „Jedem Bremer sein Buch“.
Es entstanden Stadtteil-, Bezirks- sowie ein dichtes Netz von Jugend- und Schulbibliotheken u. a. in Gröpelingen, Neustadt, Huchting, Osterholz und in Horn-Lehe am Schulzentrum Vorkampsweg sowie an den Justizvollzugsanstalten. Es folgten die Busbibliothek und 1974 die Graphothek. Anlässlich seiner Pensionierung wurde er angesichts seiner Verdienste am 10. September 1975 mit der Senatsmedaille für Kunst und Wissenschaft der Freien Hansestadt Bremen ausgezeichnet. Anlässlich seines 100. Geburtstags am 15. April 2011 titelte der Weser Kurier: Revolutionär des Büchereiwesens – Mann mit Visionen: Dem früheren Stadtbibliotheksleiter Werner Mevissen zum 100. Geburtstag.

## Nationales und internationales Wirken als Bibliothekar
Mevissen war ein Fachmann für Bibliotheksbau, der sich auf mehreren Studienreisen international fachlich orientierte und die deutsche Bibliothekswelt aufforderte, „das tradierte Wissen (…) zum Bau von Bibliotheken, das sich in ihren Handbüchern, etwa dem dreibändigen „Handbuch der Bibliothekswissenschaft“ niedergeschlagen hat, zu ignorieren und den Nutzer und seine Bedürfnisse in den Mittelpunkt der Betrachtung zu stellen.“ Sein 1958 erschienenes Buch „Büchereibau|Public Library Building“ war das erste internationale Standardwerk zum Thema und erschien zweisprachig und wurde 1974 noch einmal als Sonderdruck neu aufgelegt. Er war zudem Lehrbeauftragter für Bibliotheksbau an der Fachhochschule für Bibliothekswesen in Hamburg.
Er setzte sich für die Abschaffung von Ausleihgebühren ein: „(Mir) scheint, dass es müßig ist, unter Kollegen weiter über die Höhe der Gebühren zu diskutieren. Für uns kann es sich heute nur noch darum handeln, überall die gebührenfreie Ausleihe zu fordern.“
Mevissen war Mitbegründer und Aufsichtsratsmitglied der Einkaufszentrale für Bibliotheken in Reutlingen, Vorstandsmitglied im Deutschen Bibliotheksverband und im bibliothekarischen Berufsverband Bibliothek und Information Deutschland; Herausgeber der Fachzeitschrift Buch und Bibliothek und Mitglied in der International Federation of Library Associations and Institutions(IFLA).

## Bücher, Aufsätze, Beiträge
- Amerikanische Open-Shelves – Deutsche Freihand, in: Bücherei und Bildung, 2|1949/1950, S. 504–513
- Büchereigesetzgebung in England und den USA, in: Bücherei und Bildung, 2|1950, S. 845–848.
- Neue Wege der Büchereiarbeit. – Ergebnisse einer Studienfahrt durch deutsche Büchereien, in: BuB 3|1951, S. 583–591.
- Büchereibau | Public Library Building, Essen: Verlag Ernst Heyer 1958 (deutsch-englisch)
- Das Dortmunder „Haus der Bibliotheken“, in: Bücherei und Bildung, 3|1962, S. 117–125
- Bremen im Buch. Ein Literaturverzeichnis zum Jubiläumsjahr 1965 der 1000-jährigen Wiederkehr der Verleihung der Marktrechte an Bremen. Sturm Druck, Bremen 1965.
- Regionalplanung : Formen bibliothekarischer Zusammenarbeit an drei Beispielen: Bayern, Saarland, Bremen, Referate anläßlich der Jahrestagung 1966 des Deutschen Büchereiverbandes in Berlin am 2. März 1966 / von Franz Xaver Böhm, Wilhelm Dillinger und Werner Mevissen, Konferenz: Jahrestagung des Deutschen Büchereiverbandes, (Berlin) 1966
- Aufgaben, Organisation und Methoden, In: Bücherei und Bildung, 20|1968, S. 201
- Arthur Heidenhain, in: Bremische Biografie 1912–1962, Bremen, Hauschild 1969, S. 216f.[9]
- Büchereiprogramm und Büchereibau in Bremen seit 1945, in: Zwischen Bücherei und Bibliothek: die Volksbüchereien der Freien Hansestadt Bremen 1969; Situation und Probleme, Bremen 1969, S. 71–83.
- Überlegungen zur organisatorischen Gliederung einer Stadtbibliothek als Bibliothek der Stadt, in: öffentliche Bibliothek heute, Berlin 1971, S. 99 ff.
- Hans Sonn, Werner Mevissen u. a., Die Tätigkeit des Bibliothekars in Kinder- und Jugendbüchereien und Schulbibliotheken / Arbeitskreis „Kinder- und Jugendbüchereien“ tagte in Bremen, in: Buch und Bibliothek, 23|1971, S. 280–289.
- Bremer Bibliotheksschriften, hrsg. von Rolf Kluth u. Werner Mevissen. Red.: Klaus Barckow u. Alfred Gabriel, Bremen : Univ. Bibl., Stadtbibliothek, 1971
- Büchereibau von den Anfängen bis 1945. Sonderdruck aus Handbuch des Büchereiwesens, Wiesbaden, Harrassowitz 1974, ISBN 3-447-01592-6
- Kooperative Bibliotheksarbeit im Verflechtungsbereich, in: Bibliothekarische Kooperation: Aspekte und Möglichkeiten; Vorträge, gehalten auf dem Bibliothekskongreß 1973 vom 12. bis 16. Juni in Hamburg; [zugleich 63. Deutscher Bibliothekartag 1973], Frankfurt am Main: Klostermann 1974, S. 101–109
- Sein Lebenswerk – Die Einkaufszentrale für öffentliche Bibliotheken – Herbert Eisentraut geht in den Ruhestand, Paper resented at the IFLA General Council Meeting, Oslo, August 1975, als Text erschienen in: Buch und Bibliothek, 28|1976, S. 60–62